# Винберг, Фёдор Викторович
Фёдор Ви́кторович Винберг (27 июня 1868, Киев — 14 февраля 1927) — русский офицер, дворянин, полковник Российской Императорской Гвардии, шталмейстер Высочайшего Двора, публицист и деятель Союза Михаила Архангела.
Участник Первой мировой и Гражданской войн. Участник Белого движения. Кавалер многих русских и иностранных орденов.

## Биография

### Ранние годы
Сын генерала Виктора Фёдоровича Винберга и Ольги Иосифовны Вельц. Окончил Киевскую 2-ю классическую гимназию и Александровский лицей (1890).
В 1891—1892 годах работал в Министерстве внутренних дел, был старшим чиновником для особых поручений при московском губернаторе.
В 1892 году поступил вольноопределяющимся на военную службу. Блестяще (по первому разряду) сдал офицерский экзамен при Елисаветградском кавалерийском училище и, будучи переименованным в эстандарт-юнкера, а затем в 1894 году произведённым в корнеты, Винберг был в этом же году откомандирован в Лейб-гвардии Уланский полк, в котором с 1895 года и был оставлен с правом дальнейшего продвижения по службе. Поручик (1898), штаб-ротмистр (1902), ротмистр (1906).
В годы революционных событий 1905—1907 годов Винберг в звании штаб-ротмистра в составе своего полка принимал участие в карательных экспедициях в Прибалтийском крае. Как подчёркивал сам Винберг уже на обвинительном процессе, устроенном над ним большевиками в 1918 году, совесть его в этом отношении была совершенно чиста:
я этого прошлого не стыжусь, в противоположность вам [большевикам], так злобно говорящим о мщении и расплате […] ни я, ни мои товарищи не относились [так] к побеждённым революционерам: исполнив свой воинский долг, мы делали всё возможное, чтобы не усугубить тяжести положения попадавших к нам революционеров
В 1911 произведён в полковники.
В 1913 году покинул действительную строевую службу, желая уделять больше времени семье и посвятить себя ведению хозяйства в собственном имении «Сильковичи» Калужской губернии. Занимался молочным хозяйством, имел небольшой конный завод. Вместе со своей супругой Винберг много сил уделил просвещению местного крестьянства — он был попечителем нескольких школ, создал народную библиотеку для крестьян окрестных деревень, организовал за свой счёт бесплатные завтраки для учащихся в его школах деревенских детей.
Ко времени выхода в отставку был награждён целым рядом русских и иностранных орденов:
- Орден Святой Анны 3-й степени (1906)
- Орден Святого Станислава 2-й степени (1910),
- греческим орденом Спасителя (1901),
- болгарским «За военные заслуги» (1903),
- персидским «Льва и солнца» 3-й степени (1906).

В знак благодарности за верную и долголетнюю службу, Государь пожаловал Винберга придворным званием шталмейстера Высочайшего Двора.
Придерживался правых взглядов. После оставления воинской службы стал активным участником монархического движения. Был членом старейшей монархической организации Петербурга — «Русского собрания» и Русского народного союза имени Михаила Архангела. Входил в состав комиссии из 29 членов, готовившей к печати мартиролог жертв революционного террора «Книгу русской скорби». Был одним из учредителей Всероссийского Филаретовского общества народного образования, имевшего своей целью «постановку образования по всей России на исконных началах преданности Церкви Православной, Самодержавию Царскому и народности Русской».

### Первая мировая война и революция
С началом Первой мировой войны сразу же поспешил в Петербург с целью вновь поступить в действующую армию, однако его родной полк уже был отправлен на фронт, и Винберга назначили по мобилизации командиром запасного пехотного полка. Поскольку со спецификой пехоты Винберг был мало знаком, он начал хлопотать о переводе в кавалерию. Эти хлопоты не увенчались успехом, и лишь помощь шефа гвардейского Уланского полка Императрицы Александры Фёдоровны способствовала назначению Фёдора Викторовича командиром 2-го конного Прибалтийского полка (с 25.09.1915), с которым он и прошёл всю Первую мировую войну.
После Февральской революции оставил действующую армию и был зачислен в резерв чинов Петроградского военного округа. В мае 1917 стал одним из организаторов и председателем Союза воинского долга, созданного с целью «восстановления благородного духа Русской армии». Поддерживал связи с «Республиканским центром».
Вскоре после Октябрьской революции, 6 декабря 1917 г. Винберг был арестован по обвинению в принадлежности к т. н. «монархической организации В. М. Пуришкевича» и заключён в Трубецкой бастион Петропавловской крепости. 19 декабря 1917 переведён в «Кресты». На суде своей вины не признал. Решением Революционного трибунала в январе 1918 Винберг был приговорён к принудительным общественным работам сроком на три года условно, с освобождением через год. В мае 1918, как и другие политические заключённые, попал под амнистию. После освобождения уехал в Киев.
В ноябре-декабре 1918 командир 4-го отдела офицерской дружины генерала Кирпичёва в Киеве. После взятия Киева силами УНР был арестован и посажен в Лукьяновскую тюрьму, откуда был вскоре освобождён немцами, вместе с которыми в конце декабря 1918 года эвакуировался в Германию.

### В эмиграции
Издавал в Берлине газету «Призыв» (1919—1920, редакторы: С. Золотницкий, П. Шабельский-Борк) и журнал «Луч света» (1919—1926, редакторы: С. В. Таборицкий, Винберг, П. Шабельский-Борк), в котором в мае 1920 года опубликовал антисемитскую фальшивку «Протоколы Сионских мудрецов».

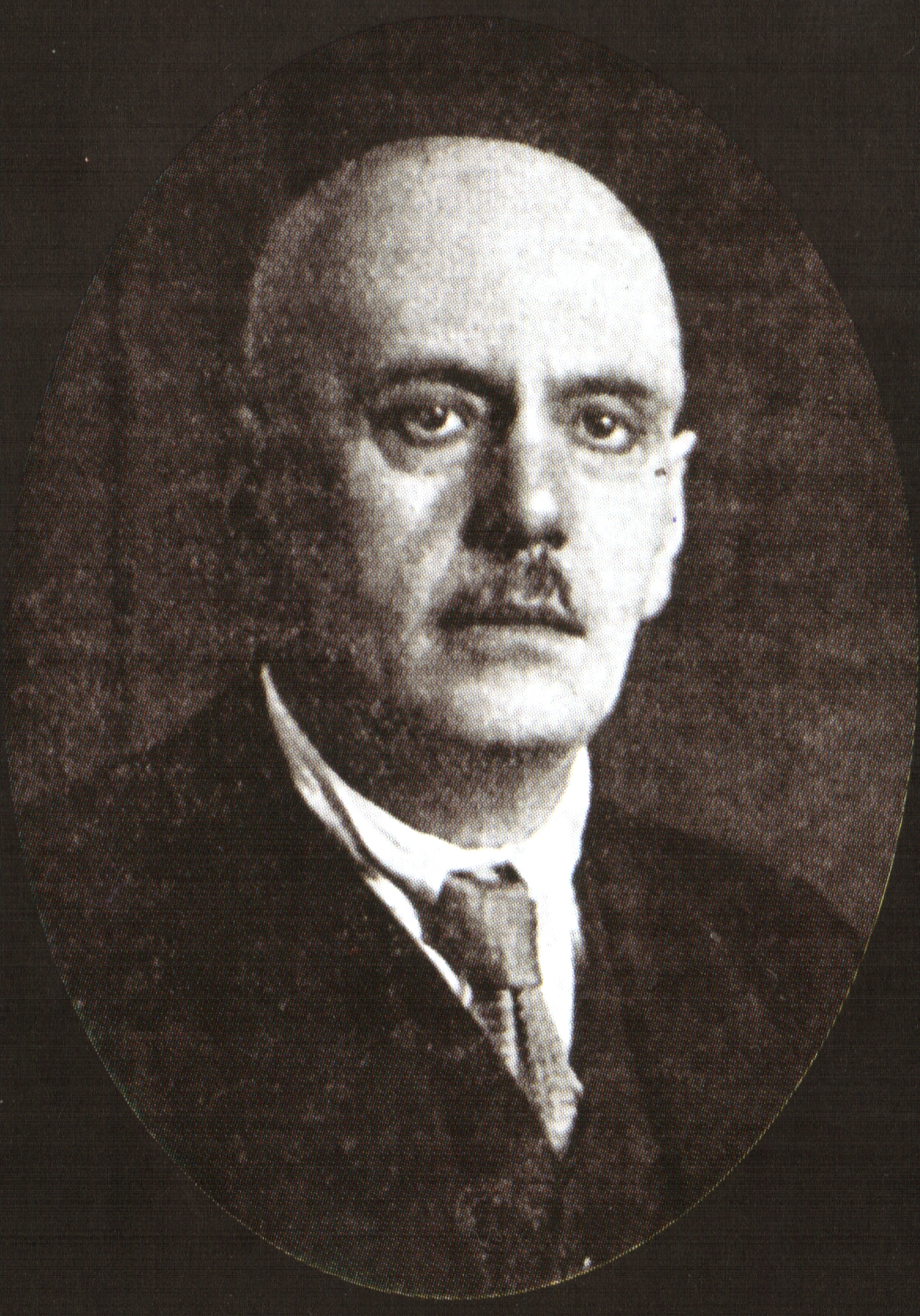
Ф. В. Винберг. 1920-е годы

Был одним из лидеров русской монархической эмиграции в Берлине. В мае-июне 1921 в качестве делегата от Баварии участвовал в работе Рейхенгалльского монархического съезда.
Редактировал «Вестник Русского монархического объединения в Баварии».
Был одним из ведущих членов тайной организации Aufbau Vereinigung. В 1922 году по поручению Ауфбау неоднократно встречался с Адольфом Гитлером, обсуждая с последним вопросы идеологии
Есть версии, что Винберг выступил организатором (по другой теории, «идейным вдохновителем») неудавшегося покушения на П. В. Милюкова 28 марта 1922 в зале Берлинской филармонии, окончившегося убийством В. Д. Набокова. Винберг присутствовал в зале филармонии, на публичной лекции Милюкова в момент самого покушения, исполнителями которого были близкие сотрудники Винберга П. Шабельский-Борк и С. Таборицкий.
После ареста убийц Набокова немецкой полицией, следствия и суда над ними был вынужден уехать во Францию.
Умер в 1927 году.

## Семья
Был женат на княгине Анне Павловне Барятинской (урожд. Лихачёвой). Дети: Виктор (1901—1919), Александра (1903—1981), Ольга (1910—1992).

## Сочинения

Титульная страница книги воспоминаний «В плену у „обезьян“. (Записки „контрреволюционера“)»

- Боеспособность // Народный трибун, 19.10.1917.
- Контрасты // Народный трибун, 22.10.1917.
- В плену у «обезьян». (Записки «контрреволюционера»). Киев: тип. губернского правления, 1918.
- «Света неземного блеском озарённые…» (стихотворение) // Луч света. Кн. I. Берлин, 1919. С. 7.
- Перед рассветом // Там же. С. 8—13.
- Светоч родины // Там же. С. 39—41.
- Берлинские письма // Там же. С. 43—65; Луч света. Кн. II. Берлин, 1919. С. 7—38; Кн. III. Берлин, 1920. С. 8—70.
- Разумное слово // Луч света. Кн. I. Берлин, 1919. С. 85—87.
- Подлинность «Сионских протоколов» // La Vieille France. № 218 (1921).
- Крестный путь. Мюнхен: Тип. Р. Ольденбурга, 1921[8], (2-е изд. — 1922[9]), (репринт со 2 изд: «София», СПб, 1997.)
- Царь-Освободитель и освобождённые рабы // Луч света. Кн. IV. Мюнхен, 1922. С. 115—196.
- Fecit, cui podest. Отрывки из дневника // Там же. С. 236—266.
- Открытое письмо // Там же. С. 370—392.
- Беседы с ближними // Там же. С. 402—408; Кн. V (VI). Нови Сад, 1925. С. 10—23.
- Der wackere Zentralverein // Völkischer Beobachter. 4.5.1923.
- Из записной книжки // Луч света. Кн. V (VI). С. 133—136.

## Комментарии
1. ↑  По мнению американского историка Майкла Келлогга, контакты с членами Aufbau Vereinigung оказали решающее влияние на развитие идеологии национал-социализма в годы, предшествовавшие «пивному путчу» (1923 год). Келлогг утверждает, что именно члены организации передали Гитлеру идею тайного сговора между еврейскими банкирами и еврейскими лидерами большевизма, целью которого якобы было разрушение европейских монархий и мирового порядка в целом[6]. Исследования венского периода жизни Гитлера показали отсутствие у него антисиметизма в этот период[7]